# Corb!no
Corb!no is het pseudoniem van Maarten Corbijn (Strijen, 1959, geboren als Cornelis Maarten Corbijn van Willenswaard), een Nederlands fotograaf.
Hij is bekend om zijn portretfotografie, onder meer toegepast voor reclamecampagnes, magazine-covers en albumhoezen. Tevens is hij filmmaker en schrijver, hij maakte onder meer muziekvideo's voor bekende Nederlandse artiesten als Krezip, Rob de Nijs en VanVelzen.

## Biografie
Corbijn is begonnen met fotograferen in de vroege jaren tachtig. Aan het begin van zijn carrière voerde hij de naam Kooos, en later Laboratori! Kooos, om uiteindelijk Corb!no te gaan hanteren. Hij heeft in zijn carrière vele (inter)nationale beroemdheden, politici en mensen uit de zakenwereld voor zijn lens gehad.
In 2009 kreeg Corbijn een eigen rubriek in het tijdschrift HP/De Tijd genaamd CORBINO – Wekelijkse beeldschets, dat uiteindelijk 130 afleveringen mocht beslaan. Hierin kreeg hij over twee pagina's per editie de ruimte om in beeld en woord een portret te schetsen. Onder anderen Martin Bril, Eddy Posthuma de Boer, Erwin Olaf en Maartens broer Anton Corbijn passeerden hier de revue.
Behalve portretfotograaf is Corbijn ook maker van muziekvideo's en commercials. In de loop der jaren heeft hij videoclips afgeleverd voor BLØF, Skik, My Velma, Lavinia Meijer, Ilse DeLange, Nurlaila Karim, Frédérique Spigt, A Balladeer, Krezip, Rob de Nijs, VanVelzen en Frank Boeijen.
Geschreven werk van zijn hand is verschenen bij HP/De Tijd als onderdeel van zijn portretreeks en VolZin, waar hij schreef over zijn jeugd als zoon van een dominee.

## Publicaties (selectie)
- Toeval Bestaat Niet, tekst Martin Bril, Uitgeverij Bert Bakker, 1988 ISBN 9035106504
- Corb!no, compilatie Jan Eilander, Duo/Duo, 1994 ISBN 9072971205
- Kop van Zuid, tekst Jan Oudenaarden, Duo/Duo, 2000 ISBN 907297137X / ISBN 9789072971371
- Days At The Parade, tekst Wim van Sinderen, Veenman Publishers, 2006 ISBN 9789086900091
- C'est a Light of Love, tekst Corbino, HUPgallery, 2007
- Amsterdam Bevalt!, tekst Pim Cluistra/Martijn Jas, Uitgeverij Kapstok, 2008 ISBN 9789077325148
- Haarlem Bevalt!, tekst Martijn Jas, Uitgeverij Kapstok, 2010 ISBN 9789077325230
- Onzichtbaar, tekst Ype Brada/Corbino/Lotte Wijnja, Eb en Vloed, 2010 ISBN 9789081606011
- Den Haag Bevalt!, tekst Martijn Jas, Uitgeverij Kapstok, 2013 ISBN 9789077325186
- Groningen Bevalt!, tekst Martijn Jas, Uitgeverij Kapstok, 2016 ISBN 9789077325193